# Microtus chrotorrhinus
Microtus chrotorrhinus (Miller, 1894) è un roditore della famiglia dei Cricetidi.
Risiede nell'America nord-orientale, in piccole tane durante il periodo "caldo" (tarda primavera ed estate); mentre durante l'inverno crea piccoli cunicoli nella neve.